# Chimaera monstrosa
Chimaera monstrosa là một loài cá thuộc họ Chimaeridae. Loài cá này sinh sống ở đông bắc Đại Tây Dương và Địa Trung Hải. Danh pháp khoa học loài cá này có nguồn gốc từ quái vật trong thần thoại Hy Lạp với đầu sư tử và đuôi rồng. Cá thỏ có thể dài tới 1,5 m và nặng 2,5 kg. Nó phát triển chậm, và tuổi thọ có thể kéo dài lên đến bốn mươi tuổi.